# Jürgen Seeher
Jürgen Seeher (* 22. Mai 1953 in Aachen) ist ein deutscher Prähistoriker.
Seeher studierte von 1974 bis 1983 Ur- und Frühgeschichte, Ethnologie, Volkskunde und Quartärgeologie in Köln, Frankfurt, Kiel und Berlin. 1983 wurde er an der Freien Universität Berlin mit der Arbeit Die Keramik vom Neolithikum bis zum Beginn der Bronzezeit aus Demircihüyük und ihre Stellung in Westanatolien promoviert. Ab 1984 war er für die Auswertung und Publikation der Ausgrabungen in der prädynastischen Siedlung Maadi/Kairo verantwortlich. Von 1989 bis 2014 war er Referent für Früh- und Vorgeschichte bei der Abteilung Istanbul des Deutschen Archäologischen Instituts. Nach Grabungen 1990–1991 in Demircihüyük-Sarıket in der Türkei war er von 1994 bis 2005 als Nachfolger von Peter Neve Leiter der Ausgrabungen in der hethitischen Hauptstadt Ḫattuša.
Seeher ist Mitglied der Deutschen Orient-Gesellschaft und korrespondierendes Mitglied des Deutschen Archäologischen Instituts. Am 20. Februar 2015 wurde ihm für seine Verdienste um die deutsche archäologische Forschung in der Türkei das Bundesverdienstkreuz am Bande verliehen.

## Veröffentlichungen
- A Die neolithische und chalkolithische Keramik. B Die frühbronzezeitliche Keramik der älteren Phasen (= Demircihüyük: Die Ergebnisse der Ausgrabungen 1975–1978. Band 3: Die Keramik. Teil 1). Von Zabern, Mainz 1987, ISBN 3-8053-0901-5.
- mit Ibrahim Rizkana: Maadi I. The Pottery of the Predynastic Settlement (= Archäologische Veröffentlichungen. Band 64). Von Zabern, Mainz 1987, ISBN 3-8053-0925-2.
- mit Ibrahim Rizkana: Maadi II. The Lithic Industries of the Predynastic Settlement (= Archäologische Veröffentlichungen. Band 65). Von Zabern, Mainz 1988, ISBN 3-8053-0980-5.
- mit Ibrahim Rizkana: Maadi III. The Non-Lithic Small Finds and the Structural Remains of the Predynastic Settlement (= Archäologische Veröffentlichungen. Band 80). Von Zabern, Mainz 1989, ISBN 3-8053-1050-1.
- mit Ibrahim Rizkana: Maadi IV. The Predynastic Cemeteries of Maadi and Wadi Digla (= Archäologische Veröffentlichungen. Band 81). Von Zabern, Mainz 1990, ISBN 3-8053-1156-7.
- Hattuscha-Führer. Ein Tag in der hethitischen Hauptstadt. 4., überarbeitete Auflage. Ege Yayınları, Istanbul 2011, ISBN 978-605-5607-57-9.
- Die bronzezeitliche Nekropole von Demircihüyük-Sarıket (= Istanbuler Forschungen. Band 44). Wasmuth, Tübingen 2000, ISBN 3-8030-1765-3.
- Die Lehmziegel-Stadtmauer von Hattuša. Bericht über eine Rekonstruktion. Ege Yayınları, Istanbul 2007, ISBN 978-975-8071-94-7.
- Götter in Stein gehauen. Das hethitische Felsheiligtum von Yazılıkaya. Ege Yayınları, Istanbul 2011, ISBN 978-605-5607-53-1.

Für weitere Veröffentlichungen siehe die Weblinks.